# Морський кіт
Морський кіт, або хвостокол звичайний, (Dasyatis pastinaca) — вид скатів із родини Dasyatidae, що мешкає у північно-східній Атлантиці, а також у Середземному й Чорному морях. Зазвичай мешкає на піщаних і мулистих ґрунтах на прибережних мілинах до 60 м, закопуючись у землю.
Морський кіт дістав свою назву, мабуть, тому, що свою жертву він чекає, притаївшись, мов кіт. Помітивши її, скат кидається із своєї засідки і, притиснувши жертву до ґрунту та накривши її своїм тілом, розправляється з нею. Другу назву — хвостокол — йому дали за те, що він б'є порушника свого спокою хвостом, озброєним колючкою. Це знаряддя тварина використовує тільки для оборони, а не для добування їжі.

## Характеристика

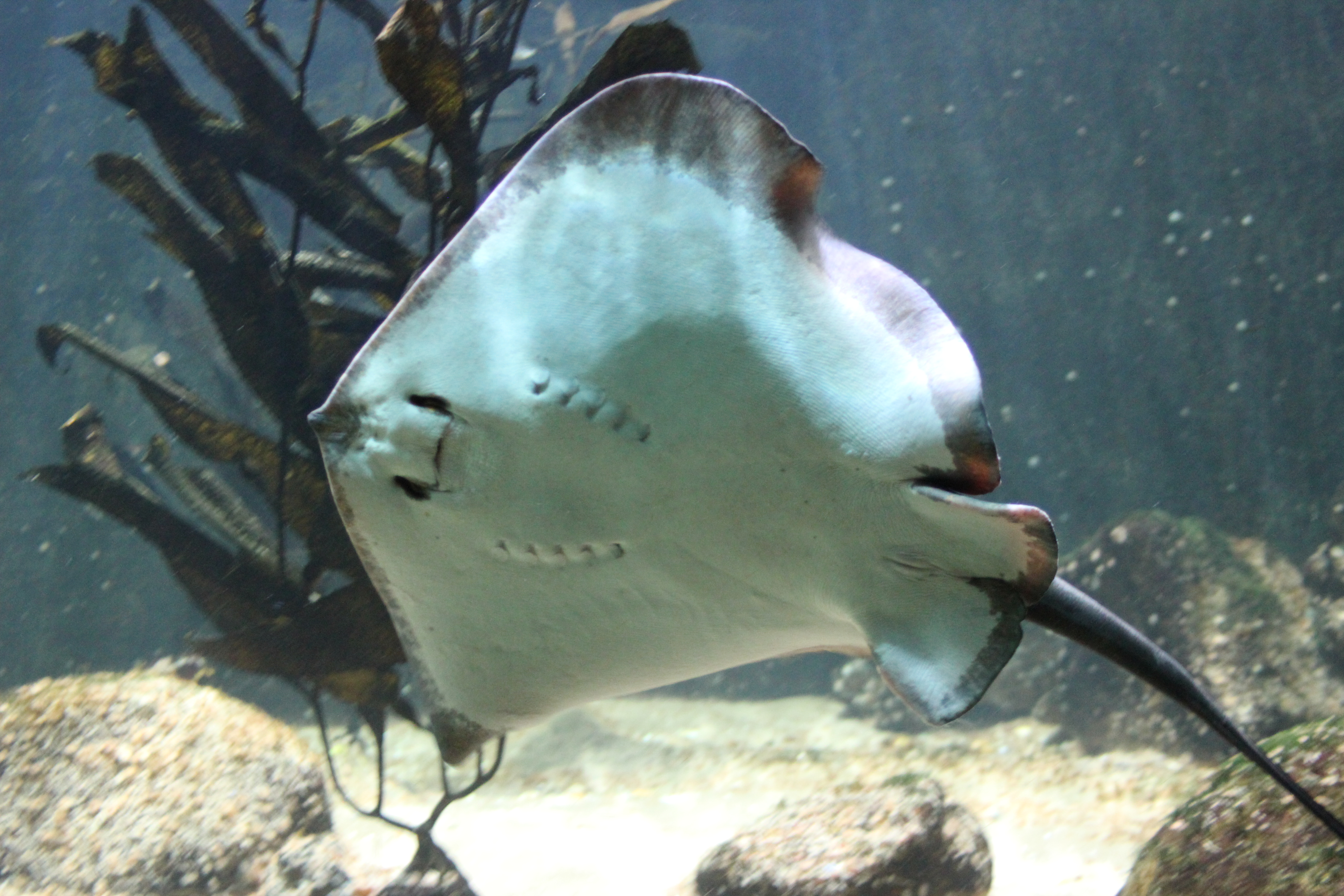
Морський кіт в акваріумі Амстердама

Тіло морського кота плоске, широке, округле. Закінчується воно хвостом, що має вигляд батога. Грудні плавці заокруглені, містяться по боках тіла і з'єднуються спереду голови, утворюючи рило. З обох боків хвоста біля його основи є лопаті черевного плавця, основи яких стикаються з кінцями грудного плавця. Тверда, пилкоподібна колючка закінчується списом. Інколи колючок буває дві: одна над другою. Зазублини колючок спрямовані у протилежний від кінця хвоста бік. Тому морський кіт часто заплутується в рибальські сітки. Очі в нього квасолеподібні, містяться на спинному боці тіла, виступаючи над його поверхнею. Якщо спостерігати за твариною, можна помітити, що вона ніби моргає: на голові то з'являються, то зникають невеликі білі плями. Це бризкальця, які містяться за очима. За їх допомогою морський кіт убирає воду для дихання. Виходить вона крізь п'ять зябрових отворів, що знаходяться на нижньому боці тіла. Тут же міститься й рот із зубами, вістря яких спрямовані всередину ротової порожнини.
Тіло морського кота голе. Спина сірого, сіро-зеленого або чорного кольору без плям. Кінці всіх плавців із спинного боку рожевуваті. Рило чорне. Хвіст також чорний, кінець колючки (спис) білуватий. Черево біле. Довжина тіла найчастіше не перевищує 70 см, хоч зрідка трапляються екземпляри довжиною до 2 м. Вага — 4,5-22 кг.

## Спосіб життя

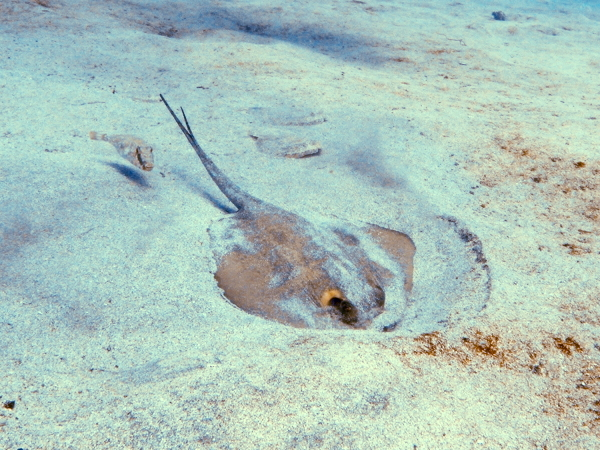
Морський кіт занурюється в пісок поблизу Тенерифе, Канарські острови

Морський кіт також живе у придонних шарах води. Він часто заривається в дно, накидаючи на себе пісок. Утримуватись на дні допомагає не тільки плоска форма тіла. Опустившись на дно, морський кіт намагається розпластатися і притиснути до ґрунту краї плавців. Потім тіло трохи піднімається. Тварина прикріплюється до дна, мов гумовий присосок.
Морський кіт живиться дрібною рибою, крабами, креветками. Особливо активний він у присмеркові години та вночі. У цей час риба добре бачить. Цьому сприяє специфічна будова очей. У їхній внутрішній оболонці є речовина гуанін, яка утворює дзеркальний шар. Найменша кількість світла, відбившись від внутрішніх стінок ока й потрапивши на його світлочутливі елементи, посилюється. Завдяки цьому морський кіт може бачити навіть при слабкому освітленні.
Самиця морського кота, на відміну від морської лисиці, народжує живих малят. Їх буває від 4 до 12. Вони з'являються всередині літа. Малята мають такий самий вигляд, як і дорослі особини.
Захищаючись, морський кіт дуже небезпечний, адже закидає свій гнучкий хвіст навколо загрозливого об'єкта і глибоко встромляє шип або просто б'є ворога хвостом. Хвостокол дуже точно влучає в ціль і здатний вдарити так, що не захистить ані гумове взуття, ані гідрокостюм та може пробити шипом навіть днище легкого човна.
Ці скати бояться шуму і там, де купаються люди, рідко бувають. А от у місцях не дуже людних треба бути обережним, враховуючи їх звичку зариватися в пісок. Як правило, сам не нападає, проте може атакувати у разі небезпеки. За статистикою щорічно від уколів морського кота страждає понад 3000 осіб.

## Отрута риби

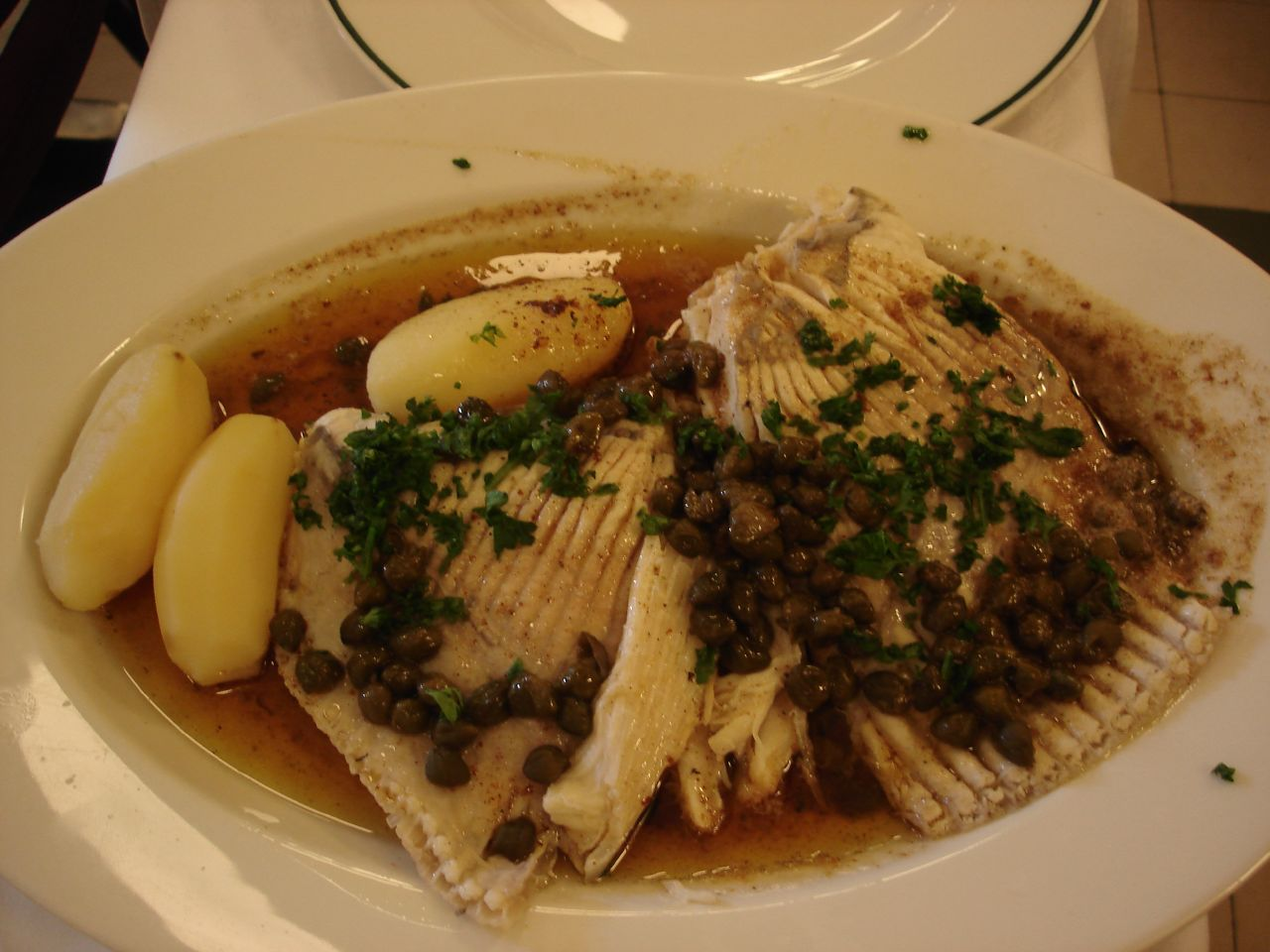
Страва з м'ясом хвостокола, Франція

На хвості є один чи декілька стилетоподібних зазубрених шипів довжиною до 15 см. Отрута впливає на нервову систему. Особливо небезпечні уколи в область тулуба і голови. У постраждалого може спостерігатися зниження кров'яного тиску, прискорення серцебиття, м'язовий параліч, блювання. В особливо важких випадках може настати смерть.

## Значення
М'ясо хвостоколів у їжу вживають рідко, бо воно жорстке, жирне, з неприємним присмаком і запахом, а от його печінка, яка може становити до 33 % маси тіла, багата вітаміном А та містить близько 63 % жиру.

## Охорона
Морські коти занесені до Червоного списку Міжнародного союзу охорони природи. Охоронний статус — уразливий.